# 18 Большой Медведицы
18 Большой Медведицы (лат. 18 Ursae Majoris), e Большой Медведицы (лат. e Ursae Majoris), DD Большой Медведицы (лат. DD Ursae Majoris), HD 79439 — одиночная переменная звезда в созвездии Большой Медведицы на расстоянии приблизительно 117 световых лет (около 36 парсеков) от Солнца. Видимая звёздная величина звезды — от +5,05m до +5,02m. Возраст звезды оценивается как около 1,05 млрд лет.

## Характеристики
18 Большой Медведицы — белая пульсирующая переменная звезда типа Дельты Щита (DSCTC) спектрального класса A5V или A6V. Масса — около 1,72 солнечной, светимость — около 12,83 солнечных. Эффективная температура — около 7450 К.